# Domersleben
Domersleben este o comună din landul Saxonia-Anhalt, Germania.